# The Monkees Present
The Monkees Present је осми албум групе The Monkees објављен 1969. године.

## Списак песама[2]
Прва страна
- 1. Little Girl (Micky Dolenz) – 1:59
- 2. Good Clean Fun (Michael Nesmith) – 2:15
- 3. If I Knew (Bill Chadwick, David Jones) – 2:19
- 4. Bye Bye Baby Bye Bye (Dolenz, Ric Klein) – 2:17
- 5. Never Tell a Woman Yes (Nesmith) – 3:44
- 6. Looking for the Good Times (Tommy Boyce, Bobby Hart) – 2:00

Друга страна
- 7. Ladies Aid Society (Boyce, Hart) – 2:40
- 8. Listen to the Band (Nesmith) – 2:45
- 9. French Song (Chadwick) – 2:23
- 10. Mommy and Daddy (Dolenz) – 2:10
- 11. Oklahoma Backroom Dancer (Michael Martin Murphey) – 2:34
- 12. Pillow Time (Janelle Scott, Matt Willis) – 2:25

Бонус
Рино Рецордс је 1994. године поново издао албум са шест бонус нумера:
- 13. Calico Girlfriend Samba (Nesmith) – 2:33
- 14. The Good Earth – 1:38
- 15. Listen to the Band (Nesmith) – 2:46
- 16. Mommy and Daddy (Dolenz) – 2:08
- 17. Monkees Present Radio Promo – 1:03